# Aloe archeri
Aloe archeri är en grästrädsväxtart som beskrevs av John Jacob Lavranos. Aloe archeri ingår i släktet Aloe och familjen grästrädsväxter.
Artens utbredningsområde är Kenya.

## Underarter
Arten delas in i följande underarter:
- A. a. archeri
- A. a. tugenensis